# Šyšlivci
Šyšlivci, česky Šišlovce, ukrajinsky Шишлівці, maďarsky Sislóc, jsou částí obce Tarnivci, ve venkovské územní komunitě Cholmok, v okrese Užhorod, v Zakarpatské oblasti na Ukrajině.

## Historie
První písemná zmínka o vsi pochází z roku 1323. Ves patřila pánům z Čičarovců, kteří ji v roce 1413 prodali klášteru v Lelesu. Do uzavření Trianonské smlouvy byla součástí Uherska, poté byla součástí Československa. V roce 1921 zde stálo 64 domů a žilo zde 326 obyvatel, z toho 10 Čechoslováků, 17 Rusínů a 290 Maďarů. Od roku 1938 byla ves (v důsledku první vídeňské arbitráže) součástí Maďarského království. Od roku 1945 byla součástí Ukrajinské sovětské socialistické republiky, která byla součástí SSSR. Od roku 1991 je součástí nezávislé Ukrajiny.